# Гаспаррини, Гульельмо
Гулье́льмо Гаспарри́ни (итал. Guglielmo Gasparrini, 1804—1866) — итальянский ботаник и миколог.

## Биография
Гульельмо Гаспаррини родился 13 июня (или 14 июня) 1804 года в Кастельгранде. Начальное образование получал в родном городе, затем переехал в Неаполь, где в 1823 году получил диплом ветеринара. Затем Гаспаррини некоторое время учился в Неаполитанском ботаническом саду у М. Теноре и Дж. Гуссоне.
До 1842 года Гульельмо возглавлял Ботанический сад Боккадифалько в Палермо, затем вернулся в Неаполь, став преподавателем в ветеринарной школе. В 1844 году Гаспаррини получил назначение профессором Неаполитанского университета.
В 1857 году Гаспаррини стал профессором и директором Ботанического сада Павии. В 1861 году вновь переехал в Неаполь, возглавив Ботанический сад. В 1862 году Гаспаррини был избран членом Национальной академии наук.
Скончался Гульельмо Гаспаррини 28 июня 1866 года в Неаполе.

## Некоторые научные публикации
- Gasparrini, G. Richerche sulla natura della pietra fungaja (неопр.) // Atti Accad. Pontan. ser. 2. — 1841. — Т. 2. — С. 197—245.

- Gasparrini, G. Richerche sulla natura del caprifico (неопр.) // Rendiconto Adunanze Lavori Reale Accad. Sci.. — 1845. — Т. 1845, № 23. — С. 321—416.

## Роды растений, названные в честь Г. Гаспаррини
- Gasparinia Endl., 1841, nom. illeg. [= Aeginetia L., 1753]
- Gasparrinia Bertol., 1839 [= Seseli L., 1753]
- Gasparrinia Tornab., 1848, nom. illeg. [= Caloplaca Th.Fr., 1860, nom. cons.]